# Uadi Ara
Uadi Ara o  Nahal Iron (árabe: وادي عارة, en hebreo: נחל עירון, ואדי עארה‎), es un valle localizado en la región norte de Israel entre la Llanura de Manasés y el monte Amir, al noroeste de la Línea Verde, en el distrito de Haifa, y está habitado mayormente por ciudadanos árabes israelíes. En la guerra árabe-israelí de 1948 la región fue ocupada por Jordania y posteriormente cedida a Israel a cambio de territorios al sur de Hebrón en el Armisticio árabe-israelí de 1949. 
Esta zona ha estado bajo el punto de mira de algunos políticos israelíes como Avigdor Lieberman del partido Israel Beitenu que han propuesto la transferencia de la soberanía y administración de la región a la Autoridad Nacional Palestina para la creación de un futuro estado palestino. Como contrapunto la ANP tendría que transferir grandes "bloques" de asentamientos israelíes situados al este de la Línea Verde, en Cisjordania, a Israel. De acuerdo a los políticos que apoyan este plan de intercambio de tierra incrementaría la seguridad de Israel, que además aseguraría su estabilidad como estado judío. Sin embargo son muchos los políticos del Knesset que no están de acuerdo ya que creen que la población de árabes israelíes solo descendería alrededor de un 10% y éstos no estarían de acuerdo en cambiar su nacionalidad.

## Localidades de Uadi Ara

### Árabe-israelíes
- Aqqada
- Ar'ara
- Al-Arian
- Baqa-Jat
- Basma
- Bir as-Sikka
- Buweishat
- al-Byar
- Dar al-Hanoun
- Ein Ibrahim
- Kafr Qara
- Khor Saqr
- Ibthan
- Ma'ale Iron
- al-Marja
- Meiser
- Muallaqa
- Murtafi'a
- al-Shari'ah
- Umm al-Fahm
- Umm al-Qutuf
- Yamma

### Judías-israelíes
- Ein Iron
- Barkai
- Gan HaShomron
- Giv'at-Oz
- Ma'ale Iron
- Ma'anit
- Magal
- Maor
- Mei Ami
- Metzer
- Qazir-Harish
- Zemer